# Wang Daxie
Wang Daxie (ur. 1859, zm. 1929) – chiński polityk, w 1922 tymczasowy premier rządu Republiki Chińskiej.

## Życiorys
Urodził się w 1859 roku.
Sprawował urząd premiera Republiki Chińskiej od 29 listopada 1922, kiedy to zastąpił na stanowisku Wanga Chonghui, przez dwa tygodnie do 11 grudnia 1922. Jego następcą został Wang Zhengting.
Wang Daxie zmarł w 1929 roku.